# Internacia Komerca kaj Ekonomia Federacio
Internacia Komerca kaj Ekonomia Federacio (IKEF) (=Nemzetközi Kereskedelmi és Gazdasági Szövetség /NKGSz/, korábban Instituto por Esperanto en Komerco kaj Industrio /IEKI/ = Kereskedelmi és Ipari Eszperantó Intézet) egy eszperantó szakegyesület, amely alapszabálya szerint a nemzetközi eszperantó nyelv alkalmazását szorgalmazza a kereskedelemben és a közgazdaságtan területén.

## Céljai
- szakszótárak készítése, frissítése
- szakmai összejövetelek, tanulmányi szemináriumok szervezése
- a tagság kölcsönös információcseréjének elősegítése
- szaklapok, közlönyök és/vagy ilyen jellegű folyóiratok kiadásának támogatása, szakcikkek megjelentetése az eszperantó sajtóban

## Üléseik
- Dimanĉa Kunveno
- SK: Sezona Kunsido

## Eszperantó valuták

### Spesmilo
Bővebben: a Spesmilo-ról

## Fordítás
- Ez a szócikk részben vagy egészben  az   Internacia Komerca kaj Ekonomia Federacio című eszperantó Wikipédia-szócikk ezen változatának fordításán alapul.  Az eredeti cikk szerkesztőit annak laptörténete sorolja fel. Ez a jelzés csupán a megfogalmazás eredetét és a szerzői jogokat jelzi, nem szolgál a cikkben szereplő információk forrásmegjelöléseként.